# Yvette Kosmann-Schwarzbach
Yvette Kosmann-Schwarzbach, née le 30 avril 1941, est une mathématicienne et professeure des universités française. Le relèvement de Kosmann (en) en géométrie différentielle porte son nom.

## Biographie
Yvette Kosmann-Schwarzbach obtient son doctorat d'État en mathématiques en 1970 à la faculté des sciences de Paris, avec une thèse intitulée Dérivées de Lie des spineurs,,, dirigée par André Lichnerowicz.
Elle est professeure des universités en mathématiques à l'université Lille-I, puis à l'École polytechnique à partir de 1993.

## Activités de recherche
Elle est l'auteur de publications scientifiques en géométrie différentielle, algèbre et physique mathématique. Elle dirige plusieurs ouvrages sur la théorie des systèmes intégrables. Le relèvement de Kosmann (en) en géométrie différentielle porte son nom,.

## Publications
- Les théorèmes de Noether: Invariance et lois de conservation au XXe siècle, 2006, Les Éditions de l'École Polytechnique, 173 p. (trad. en anglais : The Noether Theorems: Invariance and Conservation Laws in the Twentieth Century: Invariance and Conservation Laws in the 20th Century, trad. par Bertram Schwarzbach, Springer 2011,  (ISBN 978-0387878676)).
- (en) Groups and symmetries : From Finite Groups to Lie Groups, Springer, 2010, 196 p. (ISBN 978-0-387-78865-4).
- Siméon-Denis Poisson : les mathématiques au service de la science, Palaiseau, Les Éditions de l'École Polytechnique, 2013, 522 p. (ISBN 978-2-7302-1584-8).